# Fiat Twin Cam engine
Projetado por Aurelio Lampredi a Fiat Twin Cam (também conhecido como o Lampredi Twin Cam) foi um inline-quatro motor de automóvel avançado produzido a partir de 1966 a 2000 como um motor Fiat / Lancia, até que foi substituído pela série "Família B" de motores. O motor utiliza o bloco do motor OHV encontrada no Fiat 124 com algumas modificações para aceitar a correia de transmissão para aos dois árvores de cames (DOHC). A cabeça em si é feita em três pedaços, um carregando a câmara de combustão e válvulas e um elenco separado para cada árvore de cames em rolamentos do tipo túnel. As válvulas tinha um ângulo de 65 graus. O motor apresentou um novo método revolucionário para ajustar a folga das válvulas. Normalmente, nesse momento em motores DOHC como de Alfa Romeo ou Jaguar, pequenas correções foram colocados sobre a haste da válvula no interior dos braços de balde, implicando a remoção oft ele eixos de comando para obter acesso a esses calços para ajustar a folga das válvulas, para fazer demorado e os trabalhos de manutenção muito cara. O projeto de Lampredi colocados os calços em cima dos tuchos onde poderiam ser removidos com a árvore de cames in situ após os tuchos foram pressionados para baixo com uma ferramenta especial. Este design foi patenteado para Fiat e foi usado nos motores oft ele 128 e 130, e até mesmo o motor (Ferrari / Fiat) Dino V6 foi convertido para este sistema. O motor foi produzido em um grande número de deslocamentos, que vão desde 1297 cc a 1995 cc e foi usado na Fiat, Lancia, Alfa Romeo, Seat e carros Morgan.
Fiat foi a pioneira no desenvolvimento motor durante o período de tempo, utilizando uma tecnologia monobloco, árvores de cames movidos a correia e cabeças  de liga de alumínio. [Carece de fontes?] Anteriores motores Fiat Twin Cam eram projetos OSCA

## aplicações
Motor Twin Cam de Lampredi foi visto pela primeira vez no Fiat 124 Coupé do final de 1966, mas mais tarde foi disponibilizado em um grande número de carros
Fiat 
1966-1974 124 Sport Coupé                
1966-1985 124 Sport Spider
1970-1974 124 T Especial
1972-1976 124 Abarth Rally
1967-1972 125
1972-1981 132
1977-1983 131
1977-1980 131 Abarth
1982-1988 Ritmo
1983-1990 Regata
1985-1996 Croma
1988-1995 Tipo
1990-1999 Tempra
1994-1997 Coupé
Uma versão interessante foi o CHT (para "Controlado alta Turbulence"). Este foi utilizado principalmente na primeira geração Fiat Croma e usados dutos de admissão auxiliares para fornecer uma mistura de combustível e gás melhor em aceleração baixo ou parcial. [1] Isto significava consideravelmente melhorada milhagem de combustível.